# Division d'infanterie Bärwalde
La division d'infanterie Bärwalde (en allemand : Infanterie-Division Bärwalde) est une des divisions d'infanterie de l'armée allemande (Wehrmacht) durant la Seconde Guerre mondiale.

## Historique
La Infanterie-Division Bärwalde est créée le 20 janvier 1945 à Bärwalde en Poméranie occidentale avec des éléments d'unités éparses situées à proximité des centres de formation de la Wehrmacht pour occuper et défendre le Mur de Poméranie, une ligne de fortifications située en Poméranie, qui allait de Landsberg an der Warthe jusqu'à Stolpmünde.
L'unité a été dissoute le 12 mars 1945 dans la région de Dziwnów, après avoir été décimée auparavant dans des combats avec l’Armée rouge.